# Королевский полк зелёных курток
Королевский полк зелёных курток (англ. Royal Green Jackets (RGJ)) — пехотный полк Британской армии, существовавший с 1 января 1966 года по 1 февраля 2007 года. Один из двух «больших полков» в составе Лёгкой дивизии.

## История
Королевские зеленые куртки были сформированы 1 января 1966 года путем объединения трёх отдельных полков Бригады зелёных курток:
- 1-й полк зелёных курток (43-й и 52-й) (1st Green Jackets (43rd and 52nd))
- 2-й полк зелёных курток Его Величества королевского  стрелкового корпуса[англ.]
- 3-й полк зелёных курток Стрелковой бригады (собственная принца-консорта)[англ.].

Существовали также два батальона Территориальной армии, сформированные следующим образом:
- 4-й (V) батальон Королевского полка зелёных курток — сформирован из остатков рейнджеров (KRRC), Лондонской стрелковой бригады, Тауэр-Хамлетского стрелкового полка, Её Величества вестминстерского полка[англ.], Стрелкового батальона королевы Виктории[англ.], Её Величества королевского стрелкового полка и Стрелкового полка гражданской службы (Civil Service Rifles).
- 5-й (V) батальон Королевского полка зелёных курток — сформирован из 4-го батальона Оксфордширского и Бакингемширского лёгкого пехотного полка (Территориальная армия) и Бакингемширского батальона Оксфордширского и Бакингемширского лёгкого пехотного полка[англ.].

В течение 1970-х, 1980-х годов и далее, вплоть до окончания конфликта в Северной Ирландии, батальоны были развёрнуты в различных частях Северной Ирландии (операция «Знамя»). 1-й, 2-й и 3-й батальоны также базировались в Западной Германии: в Оснабрюке (1RGJ), Миндене (2RGJ) и Целле (3RGJ).
Самая большая потеря полка произошла 20 июля 1982 года, когда семь музыкантов оркестра Королевского полка зелёных курток были убиты бомбой Временной Ирландской республиканской армии, которая взорвалась во время публичного концерта во время исполнения мюзикла «Оливер!», погубив до 120 человек на эстраде в Риджентс-парке.
В 1992 году 1-й батальон Королевского полка зелёных курток (1/RGJ) был расформирован, а 2/RGJ и 3/RGJ перенумеровали 1/RGJ и 2/RGJ соответственно.
После реорганизации 1992 года подразделение в основном базировалось за границей, в Декелии (Кипр) и Падерборне (Германия), а также в Северной Ирландии. Он также участвовал в операциях в Боснии и Косово во время югославских войн. Оба батальона вернулись в Соединённое Королевство к 2002 году, а в 2003 году 1-й батальон участвовал в операции Telic 2 в Ираке.
24 ноября 2005 года Министерство обороны объявило, что полк будет объединён с Лёгким пехотным полком, Девонширским и дорсетским полком и Королевским глостерширским, беркширским и уилтширским полком, чтобы сформировать единый большой полк, который будет называться Стрелковым (Rifles). Реорганизация в Rifles вступила в силу 1 февраля 2007 года, когда 1-й батальон Royal Green Jackets стал 2-м батальоном Rifles, а 2-й батальон Royal Green Jackets стал 4-м батальоном Rifles. Заключительная боевая командировка 1-го батальона Королевского полка зелёных курток состоялась в Басре во время операции «Телик» (Telic) в 2006—2007 годах.

## Полковой музей
Музей Королевского полка зелёных курток (англ. Royal Green Jackets (Rifles) Museum, официальное название — англ. The Rifleman's Museum, «Музей стрелков») базируется в Пиренейских казармах в Уинчестере.

## Традиции
Их девизом было латинское словосочетание Celer et Audax (по-латыни «Быстрый и смелый»). Поскольку они использовались в качестве ударных подразделений и марксманов, они должны были добраться до передовой линии боя как можно быстрее; в результате RGJ маршировали со скоростью 140 шагов в минуту (в темпе 30 дюймов), в то время как другие полки маршировали лишь со скоростью 120.
Полк классифицировался как «стрелковый», ведущий свое происхождение от тех пехотных полков, которые были оснащены первыми кремнёвыми дульнозарядными винтовками Бейкера. Традиционно стрелковые полки носили туники цвета      rifle green (стрелковый зелёный), раннюю форму камуфляжа, вместо красных курток, которые носила линейная пехота, отсюда и название полка.
Кокардой на фуражке был Мальтийский крест, который был продолжением от кокард Его Величества королевского стрелкового корпуса и Стрелковой бригады, с сочетанием некоторых их боевых наград на гербе.

## Боевая слава
Боевая слава включает в себя заслуги предыдущих полков из которых был сформирован Королевский полк зелёных курток:
- Луисбург, Квебек 1759, Мартиника 1762, Гаванна, Северная Америка 1763-64, Майсур, Индостан, Мартиника 1794, Копенгаген, Монтевидео, Ролика, Вимьеро, Корунья, Мартиника 1809, Талавера, Бусако, Барроса, Фуэнтес д’Онор, Альбухера, Сьюдад-Родриго, Бадахос, Саламанка, Витория, Пиренеи, Нивель, Ниве, Ортез, Тулуза, Пиренеи, Ватерлоо, Южная Африка 1846-47, Мултан, Гуджарат, Пенджаб, Южная Африка 1851-53, Альма, Инкерман, Севастополь, Дели 1857, Лакхнау, форты Таку, Пекин 1860, Новая Зеландия, Ашанти 1873-74, О Масджид, Южная Африка 1879, Ахмад Хель, Кандагар 1880, Афганистан 1878-80, Тель-Эль-Кебир, Египет, 1882-84, Бирма, 1885-87, Читрал, Хартум, оборона Ледисмита, освобождение Кимберли, Паардеберг, освобождение Ледисмита, Южная Африка, 1899—1902.
- Первая мировая война: Монс, Ле Като, Отступление с Монса, Марна 1914, Эн 1914, 18, Армантьер 1914, Ипр 1914, 15, 17, 18, Лангемарк 1914, 17, Гелувельт, Нонн Бошен, Живанши 1914, Нев Шапель, Гравенштафель, Сент-Луис. Жюльен, Фрезенберг, Хеливаард, Обер, Фестубер 1915, Хоог 1915, Лоос, Маунт-Соррель, Сомма 1916, 18, Альберт 1916, 18, Базентен, Дельвиль-Вуд, Позьер, Гильемон, Флер-Курселет, Морваль, Ле Транслой, Анкр-Хайтс, Анкр 1916, 18, Бапом 1917, 18, Аррас 1917, 18, Вими 1917, Скарп 1917, 18, Арле, Мессин 1917, 18, Пилкем, Менин-роуд, Полигональный лес, Бродсайнд, Пелькаппель, Пашендаль, Камбре 1917, 18, Сен-Кантен, Розьер, Авре, Виллер-Бретонне, Лис, Хазебрук, Байль, Кеммель, Бетюн, Дрокур-Квеант, линия Гинденбурга, Гавринкур, Эпехи, Северный канал, Сент-Луис. Канал Квентин, Боревуар, Кортрейк, Селле, Валансьен, Самбр, Франция и Фландрия 1914-18, Пьяве, Витторио Венето, Италия 1917-18, Дойран 1917, 18, Македония 1915-18, Кут-эль-Амара 1915, Ктесифон, оборона Кут-эль-Амары, Тигр 1916, Хан Багдади, Месопотамия 1914-18. Архангел 1919
- Вторая мировая война: оборона Эско, осада Кале, Кассель, канал Ипр-Комин, высадка в Нормандии, мост Пегас, Виллер-Бокаж, Одон, Кан, Эскей, хребет Бургебус, Мон-Пинкон, хребет Ле Перье, Фалез, Антверпен, Хехтель, Недеррейн, Нижний Маас, Рер, Урт, Рейнланд, Рейхсвальд, Клеве, Гох, Хохвальд, Рейн, Иббенбуэрен, Драйрвальде, Лиз, Аллер, Северо-Западная Европа 1940, 44-45, Египетская граница 1940, Сиди Баррани, Беда Фомм, Мерса-эль-Брега, Агедабия, аэродром Дерна, Тобрук 1941, Сиди-Резега 1941, Хор-эс-Суфан, Сонну, Газала, Бир-Хашейм, Найтсбридж, Оборона линии Аламейн, Рувейсат, аэродрома Фука, Алам-эль-Хальфа, Эль-Аламейн, захват перевала Хайфайя, Нофилия, Тебага-Гэп, Энфидавиль, Меджез-эль-Баб, Кассерин, Тала, Фондук, перевал Фондук, Эль-Курзия, Джебель-Курнин, Агроуб-эль-Мегас, Тунис, Хамман-Лиф, Северная Африка 1940-43, Сангро, Салерно, Санта-Лючия, Холмы Салерно, Кардито, Теано, Монте-Камино, переправа Гарильяно, Дамиано, Анцио, Кассино II, долина Лири, переправа Мелфа, Монте-Ротондо, Взятие Перуджи, Монте-Мальбе, Ареццо, Продвижение к Флоренции, Готская линия, Кориано, хребет Джеммано, переправа Ламоне, Орсара, Тоссиньяно, Арджентайский прорыв, Fossa Cembalina, Италия 1943-45, Веве, Греция 1941, 44,45, Крит, Ближний Восток 1941, пляжи Аракани, Таманду, Бирма 1943-44.